# 6349 Acapulco
Acapulco (asteróide 6349) é um asteróide da cintura principal com um diâmetro de 19,24 quilómetros, a 2,3064251 UA. Possui uma excentricidade de 0,1356999 e um período orbital de 1 592,21 dias (4,36 anos).
Acapulco tem uma velocidade orbital média de 18,23288289 km/s e uma inclinação de 10,80854º.
Este asteróide foi descoberto em 8 de Fevereiro de 1995 por Masahiro Koishikawa.